# Рутхардт, Адольф
Адольф Рутхардт (нем. Adolf Ruthardt; 9 февраля 1849, Штутгарт — 12 сентября 1934, Штутгарт) — немецкий пианист и музыкальный педагог. Сын Фридриха Рутхардта, брат Юлиуса Рутхардта.

## Биография
Учился в Штутгартской консерватории. С 1868 г. жил и работал в Женеве как концертный исполнитель и педагог. С 1885 г. преподавал в Лейпцигской консерватории, в 1910—1914 гг. профессор.
Как исполнитель специализировался, прежде всего, на клавирных сочинениях Иоганна Себастьяна Баха, автор ряда переложений баховской музыки. Для лейпцигского издательского дома Петерса редактировал (во многих случаях совместно с Луисом Кёлером) издания клавирных сочинений Генделя, Бетховена, Шуберта, Мендельсона, Грига, Чайковского и других авторов, а также серию четырёхручных переложений классики «Классики для юношества» (нем. Meister für die Jugend). Редакции Рутхардта вызвали много позднее резкий отзыв Альфреда Бренделя, писавшего, что Рутхардт, «не обладавший дарованием ни композитора, ни виртуоза, ни музыкального мыслителя, превращал любой шедевр, к которому прикасался, в авгиевы конюшни».
В 1885 г. Рутхардт познакомился с Фридрихом Ницше, о котором оставил мемуарно-эссеистический текст.